# Distrikt Shipasbamba
Der Distrikt Shipasbamba liegt in der Provinz Bongará in der Region Amazonas in Nord-Peru. Der Distrikt wurde am 5. Februar 1861 gegründet. Er besitzt eine Fläche von 125 km². Beim Zensus 2017 wurde eine Einwohnerzahl von 1614 ermittelt. Im Jahr 1993 lag die Einwohnerzahl bei 857, im Jahr 2007 bei 1350. Sitz der Distriktverwaltung ist die 1655 m hoch gelegene Ortschaft Shipasbamba mit 848 Einwohnern (Stand 2017). Shipasbamba befindet sich 20 km westlich der Provinzhauptstadt Jumbilla.

## Geographische Lage
Der Distrikt Shipasbamba liegt in der peruanischen Zentralkordillere im Südwesten der Provinz Bongará. Er liegt am Nordufer des nach Westen fließenden Río Utcubamba.
Der Distrikt Shipasbamba grenzt im Westen an die Distrikte Jamalca und Cajaruro (beide in der Provinz Utcubamba), im Norden an den Distrikt Florida, im Osten an den Distrikt Cuispes sowie im Süden an die Distrikte Jazán und Distrikt San Jerónimo (Provinz Luya).

## Ortschaften
Neben dem Hauptort gibt es folgende größere Ortschaften im Distrikt:
- Suyubamba (377 Einwohner)